# Günter Schliwka
Günter Schliwka (Wolmirstedt, 9 maggio 1956 – Niedere Börde, 28 agosto 2023) è stato un sollevatore tedesco orientale che gareggiò nella categoria dei pesi medi (fino a 75 kg.).

## Biografia
Nel 1977 Günter Schliwka si classificò al 3º posto ai Campionati mondiali ed europei di Stoccarda con 330 kg. nel totale, dietro al sovietico Jurij Vardanjan (345 kg.) ed al connazionale Peter Wenzel (337,5 kg.), ottenendo pertanto la medaglia di bronzo in entrambe le manifestazioni.
Partecipò alle Olimpiadi di Mosca 1980, terminando fuori classifica per aver fallito i tre tentativi nella prova di slancio, dopo aver chiuso al 4º posto provvisorio nella prova di strappo.
Dopo questa competizione, a soli 24 anni di età, decise di ritirarsi dall'attività agonistica, dedicandosi a quella di allenatore di sollevamento pesi nella città di Niedere Börde e lavorando poi come custode in alcuni istituti scolastici della stessa zona.
Morì il 28 agosto 2023 all'età di 67 anni.